# Charlie Huhn
Charlie Huhn (* 11. ledna 1951) je americký rockový zpěvák a kytarista. V různých skupinách hrál již od roku 1967. Později hrál s Vicem Amatem, Andym Dennenem a Alem Lesertem ve skupině Cirrus. V roce 1978 začal hrát s Tedem Nugentem, s nímž nahrál alba Weekend Warriors (1978), State of Shock (1979) a Scream Dream (1980). Následně zpíval na albu Dirty Fingers kytaristy Garyho Moora a Wild Obsession od Axel Rudi Pell a od roku 1988 byl členem kapely Humble Pie. Od roku 2000 je členem bluesrockové skupiny Foghat.